# Gyertyános-hegy
A Gyertyános-hegy, vagy egyszerűen csak Gyertyános egy alacsonyabb magaslat a Pilis hegység Komárom-Esztergom vármegyei részén, Piliscsév közigazgatási területén, közel a megyehatárhoz; a légvonalban mintegy 2 kilométerre magasodó Nagy-Kopasz már a Pest vármegyei Piliscsaba területén emelkedik. A 267 méteres magasságú hegy a pilisi hegylánc fő tömegétől délre elkülönülő, 440 méter magas Szirtes-tető hegytömbjéhez tartozik, annak egyik nyugati előhegye.
A térségben sok jelzetlen és néhány jelzett turistaút is halad, legfontosabb ezek közül a csúcs közvetlen közelében, attól délre elhaladó kék jelzés, az Országos Kéktúra 12. számú, Dorog és Piliscsaba között húzódó szakasza. Errefelé vezetnek a Nagy-Kopaszon álló Dévényi Antal-kilátót érintő, és onnan Piliscsév felé továbbvezető túrautak is.